# 브라이언 보이타노
브라이언 앤서니 보이타노(영어: Brian Anthony Boitano, 1963년 10월 22일~)는 미국의 피겨스케이팅 선수이다. 남자 싱글 부문에서 활동하기 시작하여 1978년 세계 주니어 선수권 대회에서 캐나다의 브라이언 오서를 꺾고 우승하였다. 이 무렵부터 이미 오서와의 경쟁 구도가 형성되었다. 
1982년에는 미국 선수로는 처음으로 트리플 악셀 점프를 하는데 성공하였다. 1983년과 1984년 스콧 해밀턴에 이어 미국 선수권에서 2위를 하였고, 1984년 동계 올림픽에서 5위를 하였다. 1984년 동계 올림픽 이후 다시 브라이언 오서와 라이벌로 경쟁하여 이름이 같은 두 브라이언 선수끼리의 대결이라 하여 "브라이언 전쟁"으로 불렸다. 1984년 세계 선수권 대회에서 브라이언 오서에 이어 3위를 하였고, 1986년 세계 선수권 대회에서 오서를 꺾고 우승하였다. 1987년 세계 선수권 대회에서 오서에 뒤져 2위를 하였으나, 1988년 동계 올림픽과 세계 선수권 대회에서 연달아 오서를 꺾고 우승하였다. 그 후 프로로 전향했다가, 1993년 선수로 복귀하여 1994년 동계 올림픽에서 6위에 올랐다.

## 개인사
캘리포니아주 마운틴뷰 출신이다. 
2013년 12월 19일 자신이 게이임을 커밍아웃하였다. 2014년 동계 올림픽에 미국 대표단에 참여한 빌리 진 킹과 케이틀린 캐호와 함께 공개적으로 커밍아웃한 세번째 동성애자 선수이다.